# Lindemans Kriek
Lindemans Kriek is een Belgisch kriekbier. Het wordt gebrouwen door de Brouwerij Lindemans te Vlezenbeek.
Het bier heeft zijn oorsprong in 1809 toen de familie Lindemans een kleine boerderij exploiteerde alwaar ze tijdens de wintermaanden een lambiekbier brouwden. In 1950 werd het bier de hoofdactiviteit en werd er ook volop Geuze en kriek geproduceerd. Oorspronkelijk werden er verse krieken toegevoegd aan halfjonge lambiek. Hierdoor trad een nieuwe fermentatie op in de eiken vaten. Na 8-12 maanden werd het bier gefilterd en gebotteld. 
Door de beperkte beschikbaarheid van Schaarbeekse krieken ontwikkelde de brouwerij een alternatieve methode. Er wordt verse geperst kriekensap toegevoegd aan lambiek met een gewogen gemiddelde leeftijd van één jaar. De oudste toevoegingen het ten minste drie jaar in een houten vat gerijpt. Het sap wordt vervolgens in de eiken vaten gemacereerd met de lambiek alvorens de botteling. Ingrediënten zijn fructose, hop, kriekensap, mout, tarwe en water.
In 1985 werd het bier door Michael Jackson uitgeroepen tot in van de vijf beste bieren ter wereld. Op het W.B.C. Festival ('94-'95) krijgt de Lindemans Kriek Lambic een Platina medaille en in 2001 op datzelfde festival werd Kriek Lindemans uitgeroepen tot bier-wereldkampioen.
Het bier wordt vaak gebruikt bij boterhammen met plattekaas en konijn met kriek. Daarnaast wordt het bier als aperitief gedronken (2-3°C) of gebruikt als basis voor een sorbet.